# Coppa Libertadores 2013 (calcio a 5)
La Coppa Libertadores 2013 è la 12ª edizione del torneo continentale riservato ai club di calcio a 5 vincitori nella precedente stagione del massimo campionato delle federazioni affiliate alla CONMEBOL. La competizione si è giocata dal 28 maggio 2013 al 27 marzo 2014.

## Squadre partecipanti
Tutte le nazioni schierano una o più squadre, per un totale di 18 squadre.

### Lista
I club sono stati ordinati in ordine alfabetico della federazione.

| Rank | Squadra                | Zona |
| ---- | ---------------------- | ---- |
| 1/H  | Atlético Huila         | Nord |
| 2    | Lyon                   | Nord |
| 3    | Águilas Doradas        | Nord |
| 4    | Primero de Mayo        | Nord |
| 5    | Bucaneros              | Nord |
| 6    | Estudiantes de Guárico | Nord |
| 7    | Marítimo Margarita     | Nord |
| 8    | Trujillanos            | Nord |
| 9    | Boca Juniors           | Sud  |
| 10   | River Plate            | Sud  |
| 11/H | Intelli                | Sud  |
| 12   | Minas                  | Sud  |
| 13   | Palestino              | Sud  |
| 14   | Concepción             | Sud  |
| 15   | Cerro Porteño          | Sud  |
| 16   | Pablo Rojas            | Sud  |
| 17/H | Nacional               | Sud  |
| 18   | Peñarol                | Sud  |

Note
- (TH) Squadra campione in carica
- (H) – Squadra ospitante

### Formula
Le 18 squadre si affrontano in due tornei separati. Le vincitrici accedono alla finale.

## Zona Nord

### Fase a gironi

#### Gruppo A
| Squadra            | P.ti | G | V | N | P | GF | GS | DR |
| ------------------ | ---- | - | - | - | - | -- | -- | -- |
| Primero de Mayo    | 7    | 3 | 2 | 1 | 0 | 9  | 6  | +3 |
| Trujillanos        | 5    | 3 | 1 | 2 | 0 | 9  | 8  | +1 |
| Lyon               | 3    | 3 | 1 | 0 | 2 | 10 | 11 | -1 |
| Marítimo Margarita | 1    | 3 | 0 | 1 | 2 | 11 | 14 | -3 |

#### Gruppo B
| Squadra                | P.ti | G | V | N | P | GF | GS | DR |
| ---------------------- | ---- | - | - | - | - | -- | -- | -- |
| Bucaneros              | 7    | 3 | 2 | 1 | 0 | 8  | 5  | +3 |
| Águilas Doradas        | 7    | 3 | 2 | 1 | 0 | 5  | 2  | +3 |
| Estudiantes de Guárico | 3    | 3 | 1 | 0 | 2 | 7  | 8  | -1 |
| Atlético Huila         | 0    | 3 | 0 | 0 | 3 | 6  | 11 | -5 |

### Fase a eliminazione diretta

#### Tabellone
|  | Semifinali      | Semifinali      | Semifinali  |             |                       | Finale                | Finale          | Finale          |  |
|  |                 |                 |             |             |                       |                       |                 |                 |  |
|  | Primero de Mayo | Primero de Mayo | 2           |             |                       |                       |                 |                 |  |
|  | Primero de Mayo | Primero de Mayo | 2           |             |                       |                       |                 |                 |  |
|  | Águilas Doradas | Águilas Doradas | 4           |             |                       |                       |                 |                 |  |
|  | Águilas Doradas | Águilas Doradas | 4           |             | Águilas Doradas (dcr) | Águilas Doradas (dcr) | 5 (7)           |                 |  |
|  |                 |                 |             |             | Águilas Doradas (dcr) | Águilas Doradas (dcr) | 5 (7)           |                 |  |
|  |                 |                 | Trujillanos | Trujillanos | 5 (6)                 |                       |                 |                 |  |
|  | Bucaneros       | Bucaneros       | Trujillanos | Trujillanos | 5 (6)                 | 1                     |                 |                 |  |
|  | Bucaneros       | Bucaneros       |             |             |                       | 1                     |                 |                 |  |
|  | Trujillanos     | Trujillanos     | 5           |             |                       | Finale 3º posto       | Finale 3º posto | Finale 3º posto |  |
|  | Trujillanos     | Trujillanos     | 5           |             |                       |                       |                 |                 |  |
|  |                 |                 |             |             |                       |                       |                 |                 |  |
|  |                 |                 |             |             |                       | Primero de Mayo       | Primero de Mayo | 2               |  |
|  |                 |                 |             |             |                       | Primero de Mayo       | Primero de Mayo | 2               |  |
|  |                 |                 |             |             |                       | Bucaneros             | Bucaneros       | 3               |  |

## Zona Sud

### Fase a gironi

#### Gruppo A
| Squadra       | P.ti | G | V | N | P | GF | GS | DR |
| ------------- | ---- | - | - | - | - | -- | -- | -- |
| Intelli       | 10   | 4 | 3 | 1 | 0 | 27 | 12 | +3 |
| River Plate   | 6    | 4 | 1 | 3 | 0 | 16 | 15 | +1 |
| Peñarol       | 5    | 4 | 1 | 2 | 1 | 22 | 19 | -1 |
| Cerro Porteño | 5    | 4 | 1 | 2 | 1 | 20 | 19 | -3 |
| Palestino     | 0    | 4 | 0 | 0 | 4 | 9  | 29 | -3 |

#### Gruppo B
| Squadra      | P.ti | G | V | N | P | GF | GS | DR  |
| ------------ | ---- | - | - | - | - | -- | -- | --- |
| Minas        | 10   | 4 | 3 | 1 | 0 | 28 | 3  | +25 |
| Pablo Rojas  | 7    | 4 | 2 | 1 | 1 | 15 | 14 | +1  |
| Boca Juniors | 6    | 4 | 1 | 3 | 0 | 11 | 10 | +1  |
| Concepción   | 2    | 4 | 0 | 2 | 2 | 7  | 23 | -16 |
| Nacional     | 1    | 4 | 0 | 1 | 3 | 10 | 21 | -11 |

### Fase a eliminazione diretta

#### Tabellone
|  | Semifinali  | Semifinali  | Semifinali |       |               | Finale          | Finale          | Finale          |  |
|  |             |             |            |       |               |                 |                 |                 |  |
|  | Intelli     | Intelli     | 4          |       |               |                 |                 |                 |  |
|  | Intelli     | Intelli     | 4          |       |               |                 |                 |                 |  |
|  | Pablo Rojas | Pablo Rojas | 1          |       |               |                 |                 |                 |  |
|  | Pablo Rojas | Pablo Rojas | 1          |       | Intelli (dcr) | Intelli (dcr)   | 4 (6)           |                 |  |
|  |             |             |            |       | Intelli (dcr) | Intelli (dcr)   | 4 (6)           |                 |  |
|  |             |             | Minas      | Minas | 4 (5)         |                 |                 |                 |  |
|  | Minas       | Minas       | Minas      | Minas | 4 (5)         | 3               |                 |                 |  |
|  | Minas       | Minas       |            |       |               | 3               |                 |                 |  |
|  | River Plate | River Plate | 2          |       |               | Finale 3º posto | Finale 3º posto | Finale 3º posto |  |
|  | River Plate | River Plate | 2          |       |               |                 |                 |                 |  |
|  |             |             |            |       |               |                 |                 |                 |  |
|  |             |             |            |       |               | Pablo Rojas     | Pablo Rojas     | 3               |  |
|  |             |             |            |       |               | Pablo Rojas     | Pablo Rojas     | 3               |  |
|  |             |             |            |       |               | River Plate     | River Plate     | 7               |  |

## Finale

### Gara 1
| Orlândia 26 marzo 2014, ore 20:15 UTC-3                                                              | Intelli   | 7 – 2                     | Águilas Doradas | Ginásio Maurício Leite de Moraes |
| Jackson 8’ Dieguinho 11’ , 13’ , 19’ , 20’ Ciço 15’ Cabreúva 17’ Marcatori 18’ Flórez 32’ Barreneche |           |                           |                 |                                  |
| |           |                           |                 |                                  |
| Jackson 8’ Dieguinho 11’, 13’, 19’, 20’ Ciço 15’ Cabreúva 17’                                        | Marcatori | 18’ Flórez 32’ Barreneche |                 |                                  |

### Gara 2
| Orlândia 27 marzo 2014, ore 20:15 UTC-3                   | Intelli   | 4 – 1      | Águilas Doradas | Ginásio Maurício Leite de Moraes |
| Junai 5’ , 14’ Caio 11’ Cabreúva 33’ Marcatori 39’ Alzate |           |            |                 |                                  |
|                                                           |           |            |                 |                                  |
| Junai 5’, 14’ Caio 11’ Cabreúva 33’                       | Marcatori | 39’ Alzate |                 |                                  |